# NGC 1104
NGC 1104 este o galaxie lenticulară situată în constelația Balena. A fost descoperită în 6 noiembrie 1864 de către Heinrich Louis d'Arrest. Se află la o distanță de 86,9 de megaparseci de Pământ.